# Psithyrus
O zangão cuckoo pertence à classe do subgénero Psithyrus, da família de zangões. Recentemente, as 29 espécies de Psithyrus foram consideradas como um género separado. Antes de encontrar e invadir uma colónia para se abrigar, a fêmea  alimenta-se directamente das flores. Quando esta encontrar e invadir uma colónia mata a rainha dessa colónia e toma seu lugar e depois escraviza os trabalhadores da colónia para poder alimentar a si e ao jovem que está em desenvolvimento. Passado um tempo, os jovens crescem e a fêmea abandona a ninhada e vai à procura de outra colónia para invadir.
Esta poderá atacar membros, a rainha que a acolhe noutra colónia e até humanos, mesmo que naturalmente não seja agressiva, caso se sinta ameaçada.

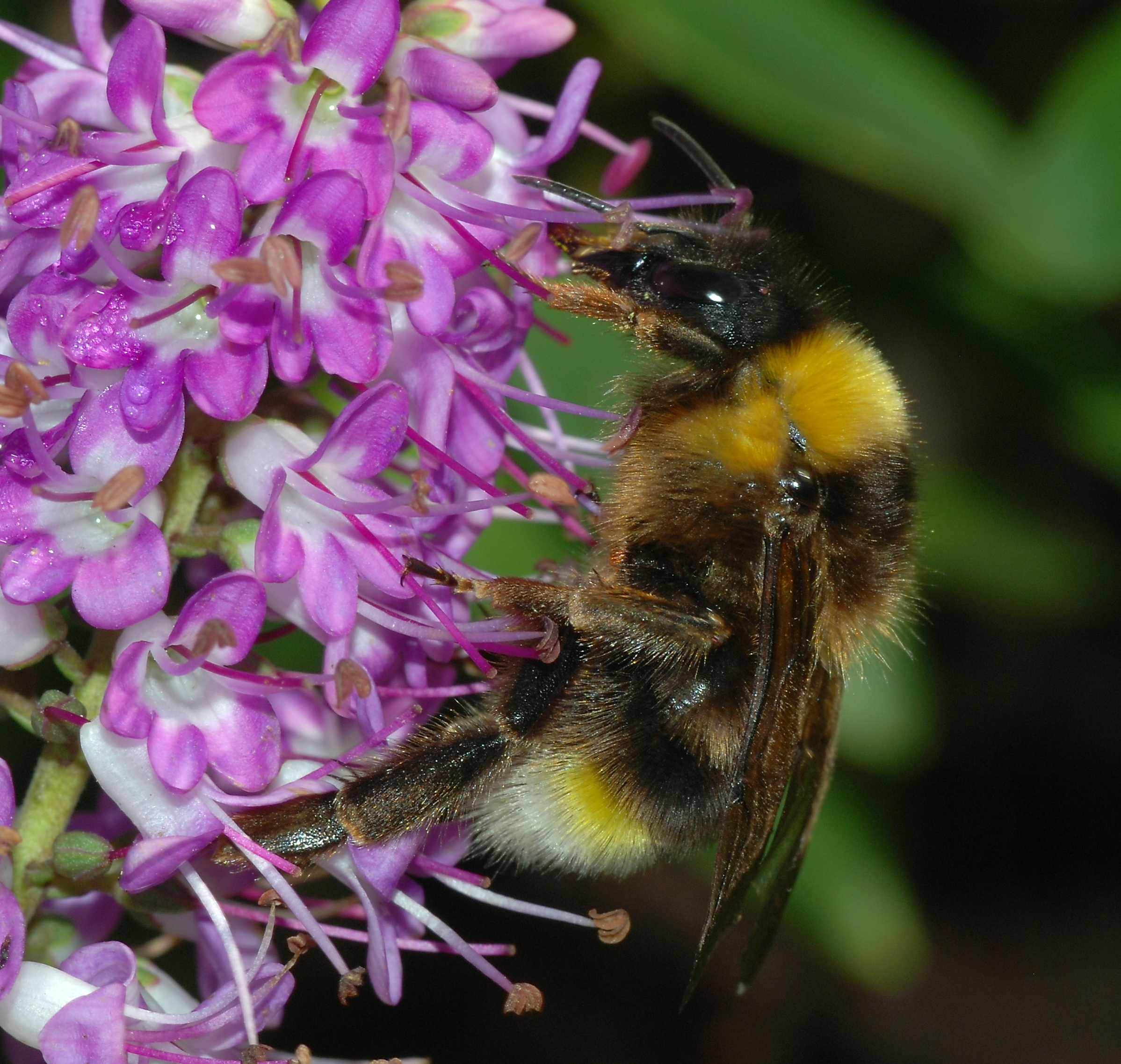
Abelha a buscar néctar.